# Мозес Скляр
Мозес Скляр (англ. Moses Sclare; 29 липня 1867 – 8 вересня 1949) — український профспілковий діяч у Великій Британії.

## Історія
Народився в Єлисаветграді в єврейській сім'ї, Пройшов навчання і атестацію на інженера. В той час він познайомився з групою інженерів із Шотландії, які працювали за російським державним контрактом, і ті його переконали емігрувати у Глазго, куди Скляр і прибув 1889 року та незабаром знайшов там роботу морським інженером. Він вступив в Об'єднане товариство машинобудівників і невдовзі обійняв посаду галузевого секретаря, а потім і голови.
Через його соціалістичні погляди та профспілкову діяльність 1906 року Скляру було запропоновано стати секретарем Лідського єврейського союзу кравців, машиністів і пресувальників. Попереднього секретаря Сема Фрідмана звільнили за крадіжку профспілкових коштів, і союз переживав нестачу грошей. Протягом свого першого року Скляр майже подвоїв чисельність членів до 900.
Скляра було обрано керівником Лідської ради профспілок, і коли той союз розширився, то запропонував членам багато нових зручностей, включаючи свій Палац праці, кошерну їжу, поховальні можливості та молитовні. І в 1907, і в 1908 роках він керував страйками проти відрядних робіт, де обидва виявилися частково успішними. Черговий страйк 1911 р. призвів до арбітражного процесу, який поліпшив оплату праці та умови профспілчан, а кількість членів до 1915 р. досягла 4500 осіб. Однак амбіції Скляра відкривати відділення профспілки в інших містах закінчилися невдачею. Натомість 1915 р. він привів свою спілку до злиття, яке утворило Об'єднану профспілку робітників швейної промисловості (англ. United Garment Workers' Trade Union).
Скляр був членом Поалей-Ціон, а його пропозиції на підтримку політичних та громадянських прав для євреїв у 1915 та 1916 рр. затвердила національна федерація профспілок (англ. Trades Union Congress). Він головував у Лідському відділенні Робітничої ліги за єврейську емансипацію (англ. Workers' League for Jewish Emancipation).
Скляр став фінансовим секретарем Об'єднаної профспілки робітників швейної промисловості та залишався провідним діячем після того, як вона влилася в Національний союз кравців і швейних робітників (англ. National Union of Tailors and Garment Workers).